# Heteroonops toro
Espèce
Heteroonops toro est une espèce d'araignées aranéomorphes de la famille des Oonopidae.

## Distribution
Cette espèce est endémique de Porto Rico. Elle se rencontre dans la Toro Negro State Forest.

## Description
Le mâle holotype mesure 1,34 mm.

## Étymologie
Cette espèce est nommée en référence au lieu de sa découverte, la Toro Negro State Forest.

## Publication originale
- Platnick & Dupérré, 2009 : The goblin spider genus Heteroonops (Araneae, Oonopidae), with notes on Oonops.  American Museum Novitates, no 3672, p. 1-72 (texte intégral).